# Mazantic-Schiefer
Mazantic-Schiefer (engl.: Mazantic Shale;) ist ein Bernstein-führender Schiefer, der in der Periode des Neogen entstanden ist. Er gehört zur Formation des Chiapas Thrust-Fold Belt (Central & Eastern Thrust-fold Belt) in Mexiko und zeichnet sich durch eine große Anzahl von Insekten-Fossilien (Chiapas-Bernstein) aus.
Der Schiefer kommt im Gebiet von Simojovel in Chiapas, Südwest-Mexiko vor. Er ist zum Beispiel in den Totalapa Amber bearing Beds zugänglich. Man geht davon aus, dass die Ablagerungen im Miozän, speziell in den Abschnitten des Burdigalium (21 – 16 Millionen Jahre), entstanden sind.
Molluskenfunde und Gliederfüßer-Einschlüsse im Bernstein, sowie Lignite deuten darauf hin, dass es sich um kontinentale Ablagerungen handelt.
Der Mazantic-Schiefer wird von Balumtum-Sandstein überlagert.

## Fossilien
Bekannt sind vor allem Fossilien von Zehnfußkrebsen (Decapoda), aber auch einzelne Seepocken.
- Petrochirus sp., Diogenidae
- Neocallichirus aetodes, Callianassidae
- Ctenocheles sp., Ctenochelidae
- Palaeopinnixa perornata, Hexapodidae
- Hepatella amazonica, Aethridae
- Haydnella steininbergi, Xanthidae
- Eurytium sp., Panopeidae
- Portunoidea sp., - , Decapoda
- Necronectes sp., Portunidae
- Portunus atecuicitlis,  Portunidae
- Calappa zurcheri, Calappidae
- Iliacantha panamica, Leucosiidae
  - Crustacea
- Balanus sp., Balanidae